# POSTECH

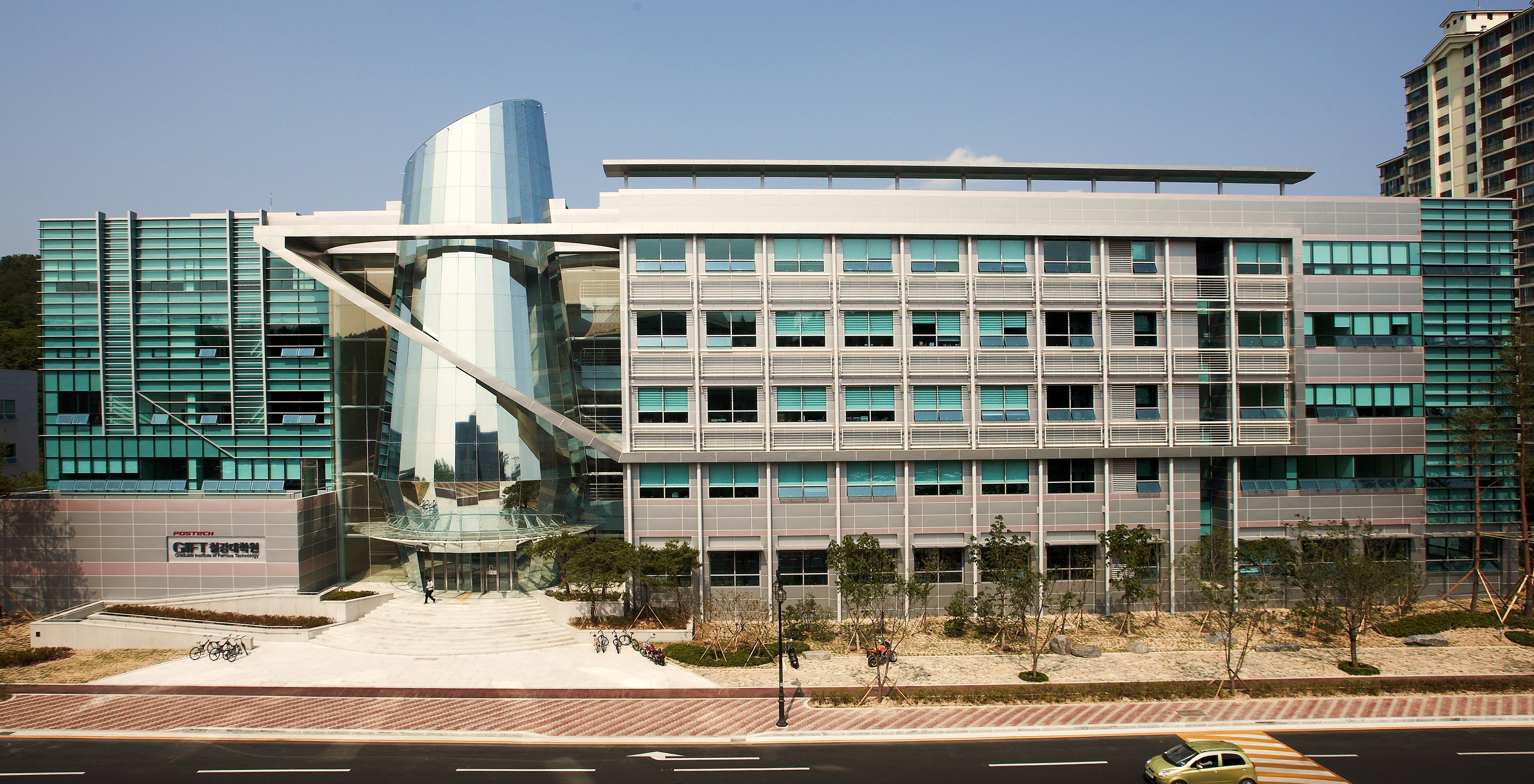
Institut supérieur des technologies métalliques.

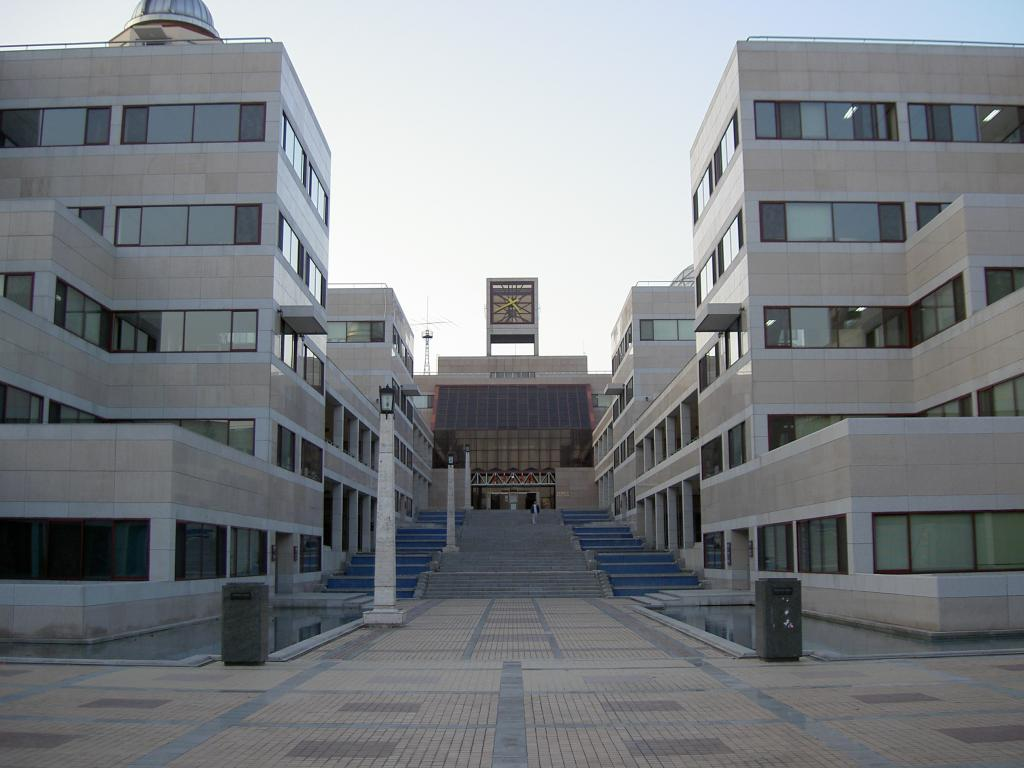
Bâtiments de Postech.

L'université technologique de Pohang (포항공과대학교 ; en anglais : Pohang University of Science and Technology ou POSTECH) est une université sud-coréenne privée spécialisée en recherche et éducation dans les domaines de la science et de la technologie.

## Classement
En 1988, Asiaweek, la classe comme la meilleure de ce genre d'universités en Asie en 1998.
De 2002 à 2006, le  JoongAng Ilbo classe POSTECH comme la meilleure université de Corée.
En 2011, le Times Higher Education classe POSTECH comme la 53e meilleure université du monde, la 6e d'Asie, et la première de Corée.
En 2011, QS World University Ranking la classe 98e du monde.
Elle est la troisième de Corée derrière l'Université nationale de Séoul et KAIST, dans le classement "QS Asian University Rankings",.

## Structure
L'université a 11 départements menant au niveau licence et 21 départements post-licence ayant cinq écoles professionnelles.

### Départements
- Physique
- Chimie
- Sciences naturelles
- Mathématiques
- Sciences des Matériaux
- Génie mécanique
- Génie Industriel et Management
- Informatique
- Génie électrique
- Génie chimique
- Génie en informatique créative
- Sciences humaines et sociales

### Écoles supérieures professionnelles
- Physique
- Chimie
- Mathématiques
- Sciences des Matériaux
- Génie chimique
- École interdisciplinaire de Biosciences et de Bio-ingénierie (I-BIO)
- École de sciences et ingénierie de l’environnement(SEE)
- École supérieure d'informatique (GIST)
- École supérieure de l'énergie éolienne
- Institut d'océanographie
- Génie en informatique créative

## Professeurs et anciens professeurs
- YoungJu Choie, mathématicienne